# Ferdinand II. de la Cerda
Ferdinand II. de la Cerda (* 1275; † kurz nach 1. Juni 1322) Infant von Kastilien, Herr von Lara. Er war der Sohn von Ferdinand de la Cerda, Connétable von Frankreich, und Blanche von Frankreich, somit der Enkel von Alfons X., König von Kastilien, und Ludwig IX., König von Frankreich.
Er heiratete 1308 Juana Núñez de Lara, genannt „la Palomilla“ (* wohl 1285; † 1351), Señora de Lara y Herrera, Erbtochter von Juan Núñez de Lara (Haus Lara) und Teresa Álvarez de Azagra, Witwe von Heinrich Infant von Kastilien († 1304), einem Sohn Ferdinands III. der Heilige. Ihre Kinder waren:
- Blanca de la Cerda (* nach 1311; † 1347), ⚭ 1328 Don Juan Manuel, Señor de Villena y Escalona († 1348), Enkel von Ferdinand III. der Heilige von Kastilien; Schwiegereltern von Alfons XI. und Heinrich II. von Kastilien sowie Peter I. von Portugal
- Margarita de la Cerda (* 1312; † vor 1373), Nonne
- Juan Núñez de Lara IV. (* 1313/14; † 1350), Señor de Lara y Vizcaya Alférez Mayor von Kastilien; ⚭ 1331 María Díaz II. de Haro, Señora de Vizcaya († 1351) Tochter von Johann Infant von Kastilien, einem Sohn Alfons‘ X.
- María de la Cerda (* nach 1315; † 1379), ⚭ I 1335 Karl von Évreux, Graf von Étampes († 1336) (Haus Frankreich-Évreux); ⚭ II 1336 Karl II. von Valois Graf von Alençon (X 1346) (Haus Valois-Alençon)